# Cold (canción de Annie Lennox)
«Cold» -en español: «Frío»- es el cuarto sencillo en solitario de la cantante escocesa Annie Lennox, extraído de su álbum debut Diva. Fue lanzado a finales de 1992 por medio de BMG y Arista Records. El sencillo fue lanzado en tres ediciones distintas: Cold, Colder y Coldest, las cuales fueron lanzadas en formato CD y en vinilo de 7" pulgadas.
El video musical muestra a la cantante en un cuarto vació, vestida con un traje negro y un sombrero de gran tamaño y del mismo color. El video está ambientado en un escenario lluvioso mientras Lennox canta con una actitud psicótica.
La canción fue utilizada en el show Walking the Dead, como parte de la promoción de PBS.

## Lista de canciones
Cold
1. «Cold» - 4:25
2. «Why» - 5:06
3. «The Gift» - 4:43
4. «Walking on Broken Glass» - 4:01

Todas las canciones, excepto «Cold», fueron grabadas en un acústico realizado para MTV Unplugged en julio de 1992. Todas ellas pertenecen al álbum Diva.
Colder
1. «Cold» - 4:25
2. «It's Alright (Baby's Coming Back)» - 4:15
3. «Here Comes The Rain Again» - 4:30
4. «You Have Placed a Chill in My Heart» - 4:19

Todas las canciones, excepto «Cold», fueron grabadas en un acústico realizado para MTV Unplugged en julio de 1992. Estas fueron lanzadas originalmente por Eurythmics.
Coldest
1. «Cold» - 4:25
2. «River Deep, Mountain High» - 3:41
3. «Feel The Need» - 2:56
4. «Don't Let Me Down» - 3:26

Todas las canciones, excepto «Cold», fueron grabadas en un acústico realizado para MTV Unplugged en julio de 1992. Todas estas son versiones que la cantante realizó de algunos éxitos de Ike & Tina Turner, The Detroit Emeralds y los Beatles.

## Posicionamiento en listas
| Australia    | Australian Singles Chart | 80 |
| Países Bajos | Dutch Top 40             | 51 |
| Reino Unido  | UK Singles Chart         | 26 |